# Agat
Agat är en ädelsten som är ett kompakt aggregat och varietet av kalcedon, som i sin tur är en mikrokristallin varietet av kvarts. Agaten är uppbyggd av tunna parallella och olikfärgade skikt, som bildar koncentriska eller oregelbundna mönster.  Dess vanligaste färg är gråa nyanser, men ibland är den relativt enfärgad. Den kan vara allt från transparent till ogenomskinlig. Agat lämpar sig för infärgning på konstgjord väg. 
Namnet kommer från Achates. Detta var under antiken en benämning för den sicilianska floden Dirillo, där den grekiske filosofen och naturvetaren Theofrastos fann sådana stenar (vilka han beskrev i sin bok Om stenar cirka 315 f.Kr.). Agatfyndigheter finns i Brasilien, Indien, Egypten, Skottland, Uruguay och Finland. Agatkonglomerat finns i trakten av Horrmund i Dalarna.

## Varianter
Det finns varianter på agat. Förgrenade inneslutningar i sprickor och i skiktgränser kallas dendriter (av grekiska dendron = träd). Vid trädagat är mönstret trädliknande; hos mossagat har mönstret en mossas utseende. Vackra varianter är landskapsagaterna.
Agaten bildas ibland i mandelform. Ibland fylls inte denna form ut helt utan kan ha andra former av kvarts i sig som då blir till kristallkluster. Ibland fylls hålrummet med vatten som kan synas genom väggarna. Denna sten kallas enhydros, vattenagat eller vattensten. Ofta torkar vattnet in. 
En vanlig variant är bandagaten. Blå bandagat är en variant av den. Banden i en agat utnyttjas till att slipa figurer i så kallade gravyrer (se nedan) och har då en vit färg som ligger på en annan färg.
Botswana-agat är en vacker form av agat. Andra varianter som finns är: fästningsagat, pseudoagat, ruinagat, röragat, sardsten (se även sardonyx) och ögonagat.
Agaten färgas ofta för att ytterligare visa de fina band som finns i stenen. Färgen försvinner dock med tiden. Solljus är vanlig orsak till att färgen försvinner.

## Användning
- Agat används i smyckesindustrin. Man kan göra mycket vackra gravyrer av ansikten eller andra ting genom att utnyttja skiktningarna i stenen. Detta gör att ansiktet kan vara vitt på en botten av annan färg.
- Tack vare sin hårdhet och låga friktion mot metall används agat till bland annat axellager i finare mekanismer, till exempel ur och mätinstrument. Ett urs kvalitet klassas efter hur många ”stenar” det är försett med.

## Andra varianter av kalcedon
Agat är bara en av flera ädelstensvarianter av kalcedon. Andra varianter är onyx (vitt på svart), sardonyx (brunt på vitt) och karneol/karneolonyx (rött på vitt).
Ibland kallas även onyx något oegentligt för agat, genom att båda stentyperna är bandade.

## Bilder

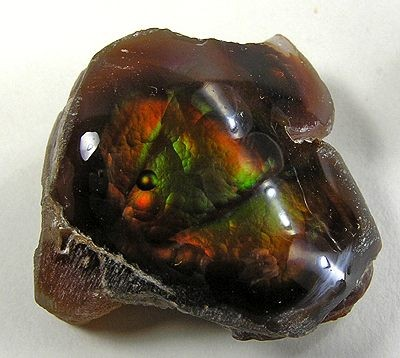
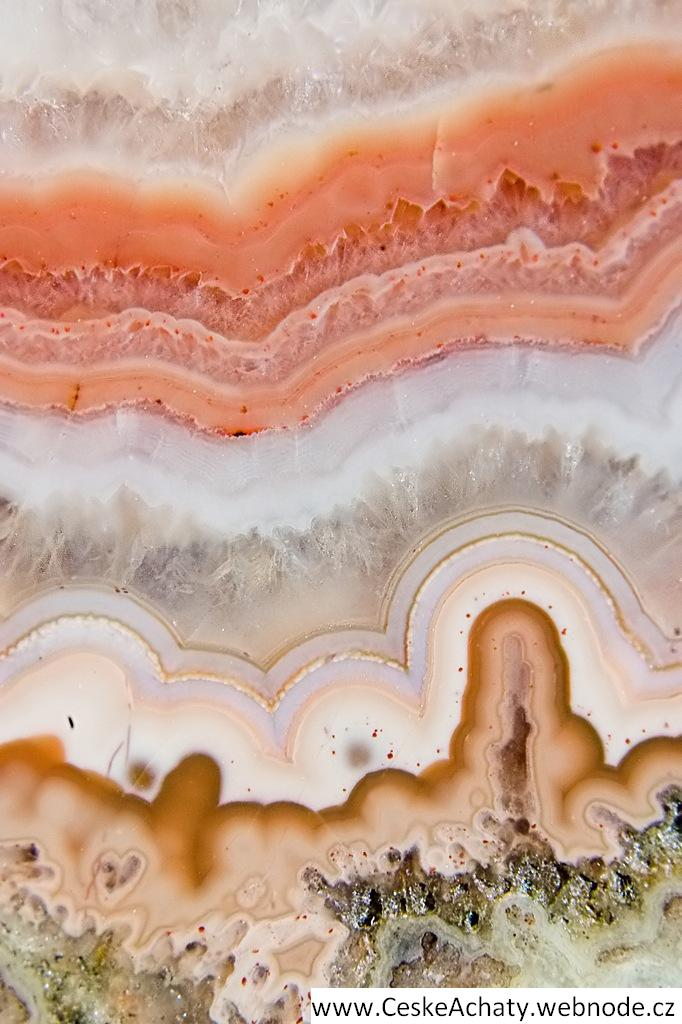
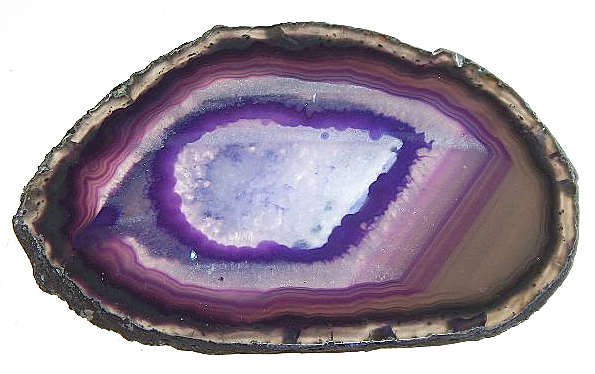
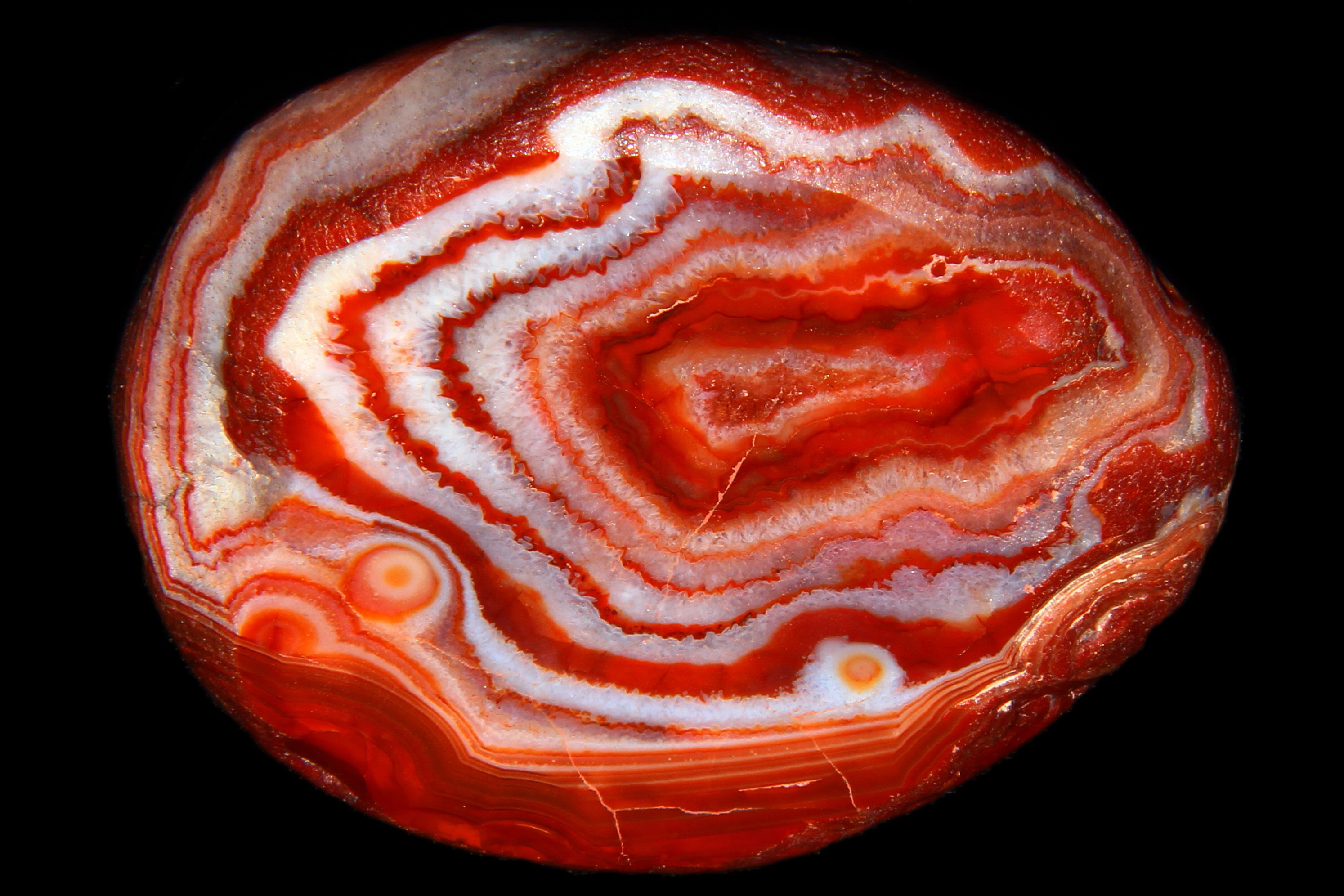
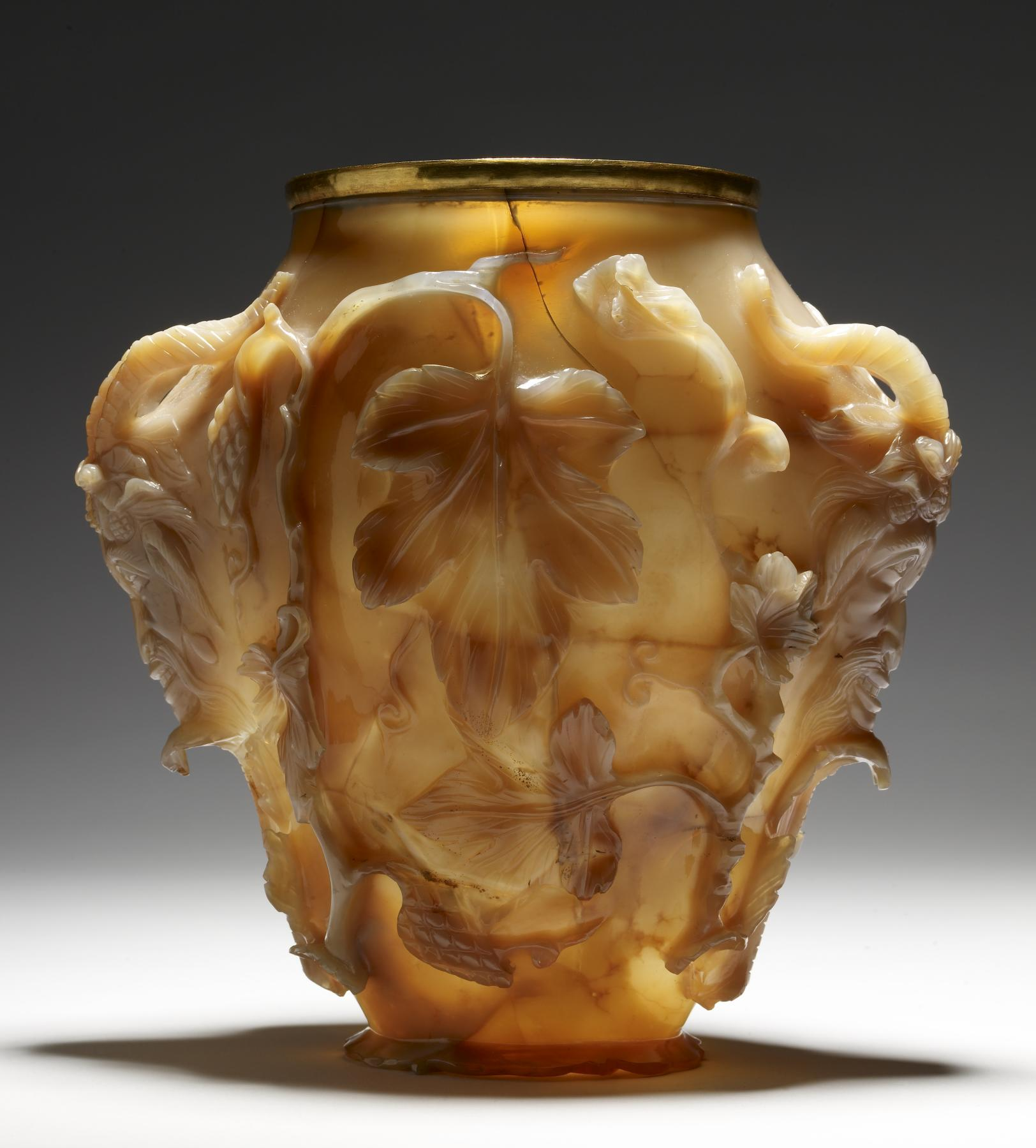
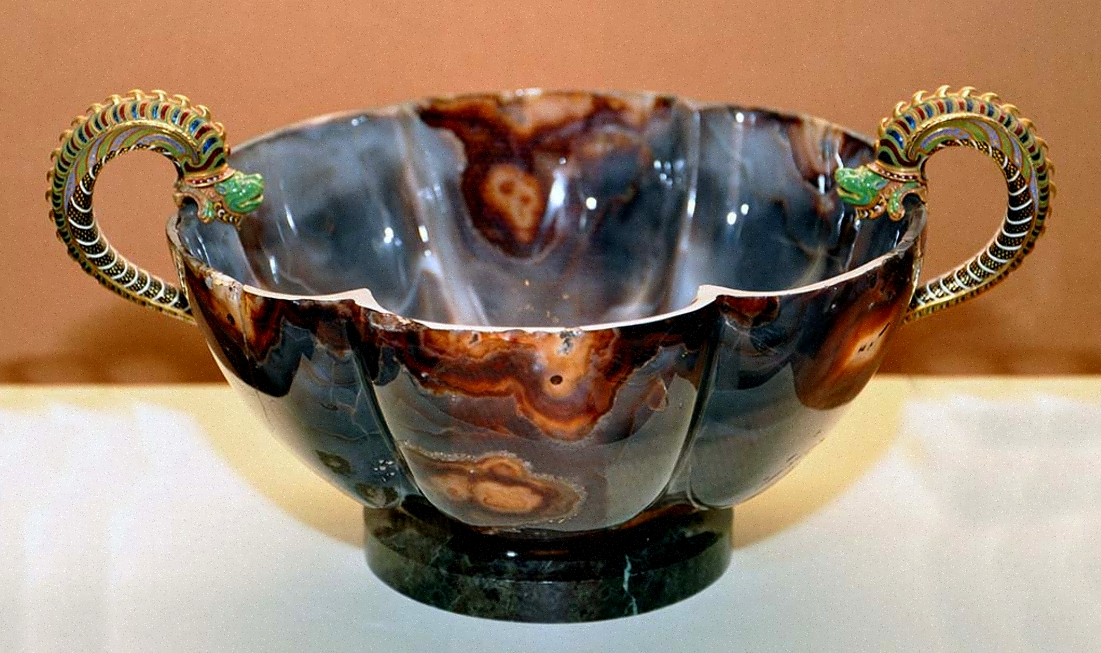
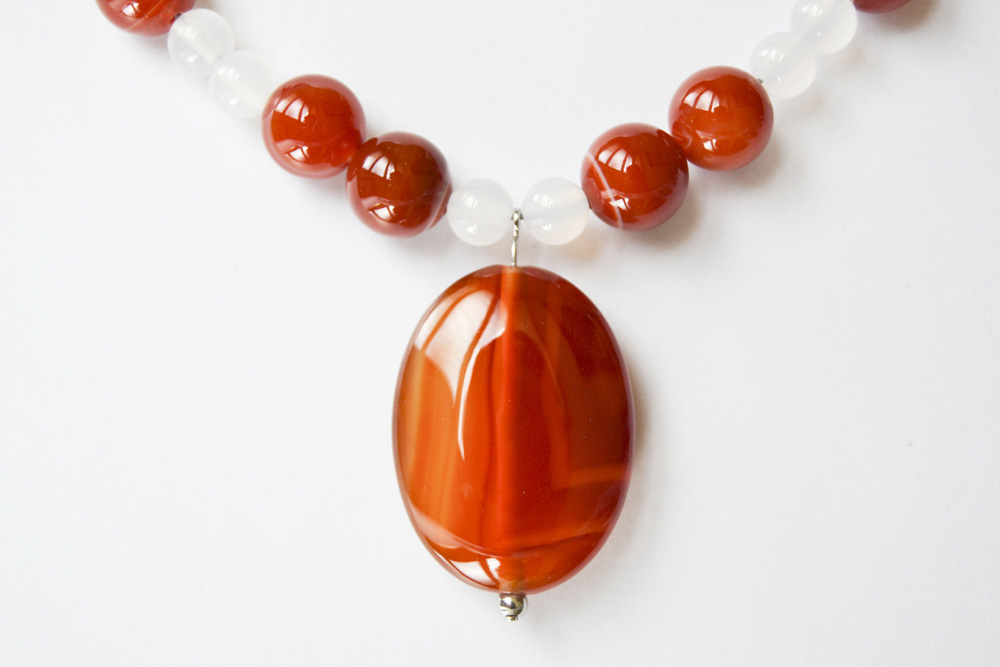
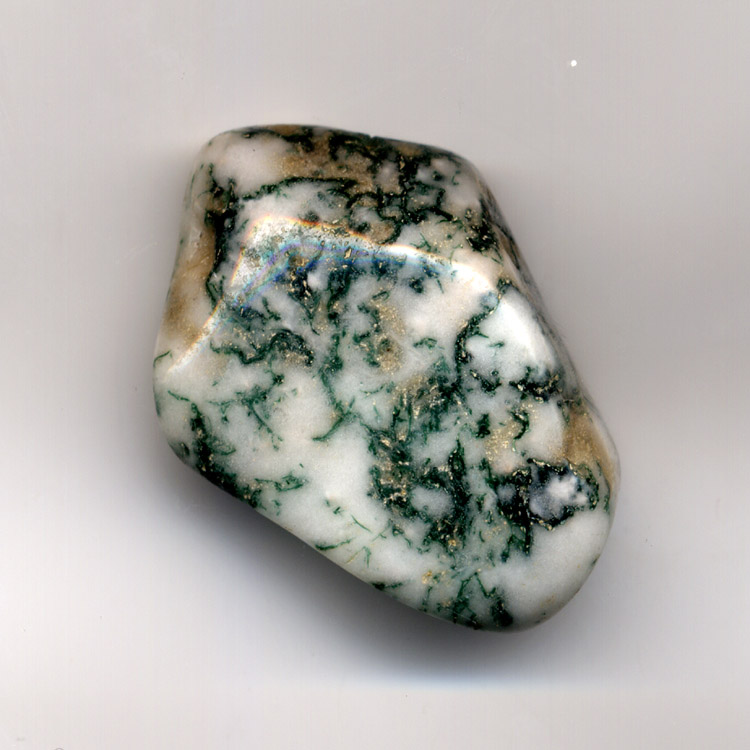
thumb